# Pedaria jacksoni
Pedaria jacksoni là một loài bọ cánh cứng trong họ Bọ hung (Scarabaeidae).